# Victor Becali
Victor Becali (n. 3 septembrie 1961, Bucuresti) este un om de afaceri macedo-român, devenit notoriu datorită activităților de impresariere a jucătorilor de fotbal. De-a lungul timpului, el și fratele lui, Giovani, au fost agenții lui Gheorghe Hagi, Gică Popescu, Dan Petrescu și Adrian Mutu.
În martie 2014 a fost condamnat definitv la 4 ani și 8 luni de închisoare cu executare împreună cu fratele Ioan Becali, George Copos și alții, în urma "Dosarului Transferurilor".